# Plagithmysus nihoae
Plagithmysus nihoae là một loài bọ cánh cứng trong họ Cerambycidae.